# Château de Demptézieu
Le château de Demptézieu est un château situé dans la commune de Saint-Savin, dans le hameau du même nom, dans le département français de l'Isère en région Auvergne-Rhône-Alpes.
L’édifice date du XIIe siècle avec des transformations successives durant les XVe et XVIe siècles. 

## Situation et accès
Le château est situé au cœur du petit hameau de Demptézieu, lui-même positionné au sud du bourg central de Saint-Savin, commune dont il dépend, à égale distance des communes de Ruy-Montceau et de Bourgoin-Jallieu.
La gare ferroviaire française la plus proche est la gare de Bourgoin-Jallieu située à moins de quatre kilomètres du château et du hameau de Demptézieu.

## Histoire
Le château de Demptézieu, que l'on trouve également sous la forme Danthesieu, semble avoir été édifié au XIe siècle,. François Mancipoz dans un article (1948), fait une description de l'édifice et indique : « Du vieux manoir il ne subsiste plus qu'une aile avec une tour, ce qui ne représente qu'une toute petite partie de ce qu'était la puissante forteresse féodale. »

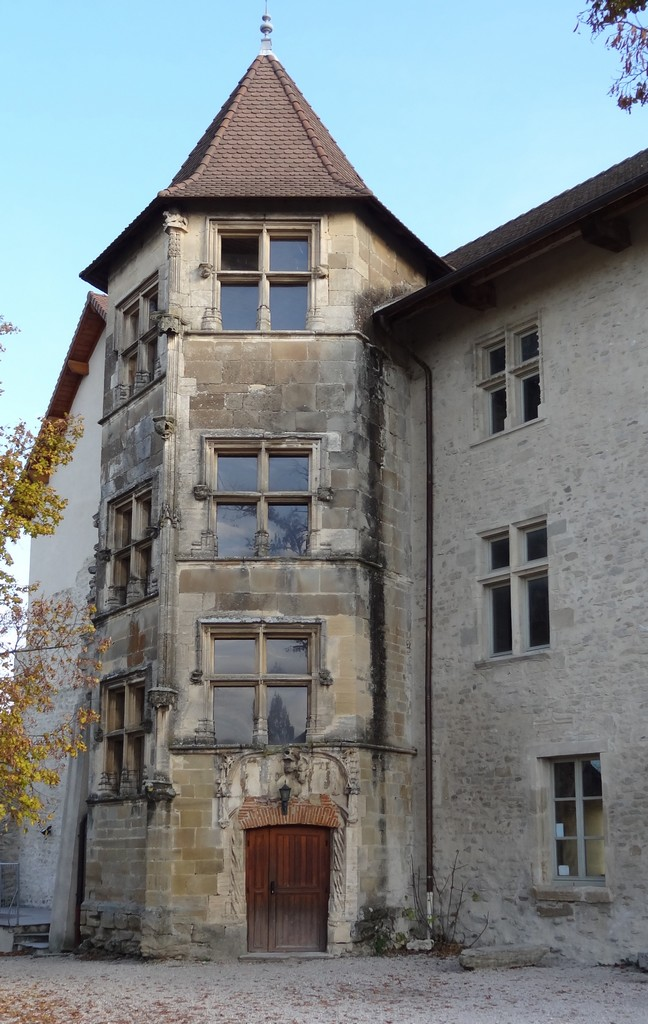
Château de Demptézieu, Saint-Savin (Isère, France) - Vue cour intérieure côté sud-ouest.

À la fin du Moyen Âge, le château connait de nombreuses transformations et différents résidents. « Le plus ancien châtelain de Demptézieu que l'on connaisse [...] se nomme Hugues de Demptézieu, frère d'Athenulphe (Athenoud) gendre d'un de Beauvoir ; il fut châtelain de 1075 à 1080. Pendant un certain temps, la terre de Demptézieu avait appartenu aux abbés de Saint-Chef (Saint Theudère) ».
Des actes du 15 avril et du 1er mai 1251 indiquent qu'une partie des droits concernant le château  — Dentesiaci/Dentesiaco — sont donnés à Pierre de Savoie, frère du comte de Savoie Amédée IV, qui les détient de leur père Thomas Ier,. Au cours du conflit delphino-savoyard, il fait notamment l'objet d'un échange lors d'un traité de paix entre le dauphin Jean II de Viennois et le comte Amédée V de Savoie, le 10 juin 1314 dans l'église de Villard-Benoît. Le traité stipule qu'ils devaient, entre autres, échanger des mandements. Le comte de Savoie doit ainsi abandonner au Dauphin la place forte de Demptézieu, ainsi que celles de Montrevel (Bresse) et de Meyssieu (Lyonnais).
Le 29 juillet 1343, Denteysiaci est mentionné dans le testament du dauphin Humbert II de Viennois et il est précisé qu'il est la possession de Guichard de la Cote.
« En 1455, le 9 janvier, le Dauphin Louis II qui devint le roi Louis XI étant à Grenoble, signe des lettres patentes destinées à Jean du Port, notaire à Bourgoin et à Jean Bovet de Demptézieu par lesquelles il leur rappelle qu'étant à Valence le 11 mai 1454 il a envoyé des lettres à Me Jean Botut, son secrétaire delphinal, et au dit du Port, les chargeant de faire achever le chemin de Bourgoin à Crémieu. Botut étant malade n'avait pu s'occuper de l'exécution de ces travaux et depuis lors le mauvais état de cette route n'avait fait qu'empirer ».
Puis durant la seconde moitié du XVe siècle, le château et la Terre de Demptézieu passent à une branche de la famille Alleman. Le dernier descendant de la famille meurt sans postérité et passe à Alexandre Vallin, un neveu, vers 1686. Son petit-fils Laurent Marguerite de Vallin est le dernier seigneur de Demptézieu. Au cours de la période révolutionnaire, il semble avoir déjà vendu une « partie de sa seigneurie au Comte de Menon ».
En 1904, le bâtiment et son domaine devient propriété communale.
Ses façades et les toitures et l'escalier à vis de la tour hexagonale du XVe siècle font l'objet d'une inscription au titre des monuments historiques par arrêté du 15 septembre 1954.

## Étymologie
Le château est mentionné dans différents actes de la période médiévale sous les formes Dentesiaci/Dentesiaco (XIIIe siècle), ou Denteysiaci (XIVe siècle).

## Description
Le château « aurait comporté une quinzaine de tours reliées entre elles par un mur d'enceinte de 1,30 mètre d'épaisseur et de 800 mètres de périmètre ». Les côtés sud et est étaient défendu par « un large et profond fossé ». La tour subsistante, qui se trouve à l'angle sud-est, pourrait être le donjon. L'ensemble est remanié au XVe siècle.
Selon Éric Tasset, auteur d'ouvrages présentant les châteaux forts de l'Isère, le château de Demptézieu présente comme un « corps de logis rectangulaire, cantonné, dans un angle, par un massif donjon circulaire présentant » de « belles archères » et comprenant un escalier à vis pris « dans l'épaisseur de ses murs ». La tourelle hexagonale du XVIe siècle est richement décorée avec des fenêtres à meneaux « très finement ouvragées ».

## Animations et visites
Selon le site du Petit Futé, le château de Demptézieu est actuellement (2019) en cours de restauration.